# Рейвенсхо
Рейвенсхо (англ. Ravenshoe [ˈreɪvənz.hoʊ]) — город в северо-восточной части австралийского штата Квинсленд. Население города по оценкам на 2016 год составляло примерно 1400 человек. Город находится в составе региона Тейбллендс, население которого — 45 300 человек (2008 год).

## География
Рейвенсхо располагается на плато Атертон. Город находится в 123 километрах к юго-западу от областного центра, города Кэрнс и в 1774 километрах от столицы штата Квинсленд, Брисбена.
Рейвенсхо является самым высоким городом Квинсленда, находясь на высоте 930 метров над уровнем моря.

## Экономика
Основной отраслью экономики в Рейвенсхо была добыча древесины, но с 1987 года, когда правительство определило 900 000 гектаров тропического леса в список объектов всемирного наследия, основными отраслями стали туризм, производство говядины и молочное животноводство
.

## История

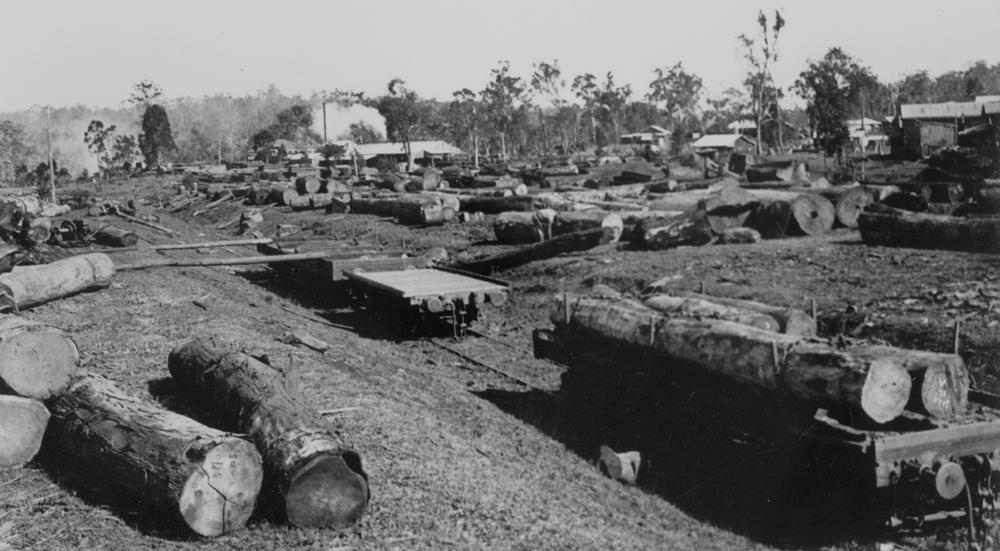
Лесопилка в Рейвенсхо, 1934

Изначально на территории будущего города проживали люди Дирбал. Впервые территория была заселена скотоводами в 1881 году. В 1897 году горный предприниматель Джон Моффат обнаружил деревья красного австралийского кедра (Toona ciliata). Была основана деревня под названием Седар-Крик. В 1910 году Седар-Крик был переименован в Рейвенсхо. Предполагается, что название было выбрано потому, что поблизости была найдена копия романа Генри Кингсли «Рейвенсхо».
В 1936 году дороги связывали Рейвенсхо с Атертоном и Иннисфейлом, а к 1949 году в городе было три лесопилки, две гостиницы, два кинотеатра, гостевой дом и две церкви.
Железная дорога от Атертона до Рейвенсхо была закрыта в 1988 году, после того как влажные тропики Квинсленда были объявлены объектом Всемирного наследия ЮНЕСКО.
Первая библиотека в Рейвенсхо открылась в 1992 году, а в 2017 году был проведён капитальный ремонт.